# 도쿄 해양대학
도쿄 해양대학(일본어: 東京海洋大学 도쿄카이요다이가쿠[*], Tokyo University of Marine Science and Technology)은 일본의 국립 대학이며, 대학 본부는 도쿄도 미나토구에 있다.

## 연혁
도쿄 해양대학은 2003년에 도쿄 상선대학(東京商船大學)과 도쿄 수산대학(東京水産大學)을 통합하여 설립되었다.
도쿄 상선대학의 기원은 1875년에 이와사키 야타로(미쓰비시 중공업 설립자)가 일본 국책을 따라 설립한 사립 미쓰비시 상선학교이다. 이 학교가 1882년에 관립(국립) 학교가 되어, 1949년에 상선대학으로 발전하였다. 엣추지마(越中島) 캠퍼스에서는 1896년으로부터 1945년까지 연습선이었던 '메이지마루'(明治丸)가 보존되어 있다.
도쿄 수산대학의 기원은 1888년에 대일본 수산회(大日本水産會)가 설립한 수산전습소이다. 이 전습소가 1897년에 관립 수산강습소가 되어, 1949년에 도쿄 수산대학으로 승격하였다. 수산대학의 시나가와(品川) 캠퍼스가 해양대학의 본부가 되었다.
- 1875년 : 사립 미쓰비시 상선학교 설립.
- 1882년 : 관립 학교가 됨. 도쿄 상선학교로 개칭.
- 1925년 : 도쿄 고등 상선학교로 승격.
- 1945년 : 세개 고등 상선학교(도쿄, 고베, 시미즈)를 통합해 고등 상선학교 설치.
- 1949년 : 상선대학으로 승격 (본부: 시미즈시). 상선학부 설치.
- 1957년 : 도쿄로 이전. 도쿄 상선대학으로 개칭.
- 2003년 : 도쿄 해양대학 해양공학부가 됨.

- 1888년 : 대일본 수산회 수산전습소 설립.
- 1897년 : 관립 수산강습소로 개칭.
- 1947년 : 제1 수산강습소로 개칭.
- 1949년 : 도쿄 수산대학으로 승격. 수산학부 설치.
- 2003년 : 도쿄 해양대학 해양과학부가 됨.

## 캠퍼스
- 시나가와(品川) 캠퍼스: 대학본부, 해양과학부 캠퍼스.
- 도쿄도 미나토구 고난(港南) 4-5-7.
- 엣추지마(越中島) 캠퍼스: 해양공학부 캠퍼스.
- 도쿄 도 고토구 엣추지마 2-1-6.

## 조직

### 학부
- 해양과학부
  - 해양환경학과
  - 해양생물자원학과
  - 식품생산과학과
  - 해양정책문화학과
- 해양공학부
  - 해사 시스템 공학과
  - 해양전자기계공학과
  - 유통정보공학과

### 대학원
- 해양과학기술 연구과

### 기타
- 수산 전공과 (1년제: 수산 승선 실습 과정)
- 승선 실습과 (반년제)

### 부속기관
- 도서관
- 연습선들
- 수산자료관 (시나가와 캠퍼스)
- 100주년 기념 자료관 (엣추지마 캠퍼스)